# Carsten Rahbek
Carsten Rahbek (født 3. marts 1965, Gentofte) er en dansk biolog, forsker og professor i biodiversitet og makroøkologi ved Københavns Universitet. Carsten Rahbek er særligt kendt for sin forskning i biodiversitet, makroøkologi og biogeografi, hvor han har spillet en nøglerolle i den videnskabelige etablering af makroøkologi og og systematisk naturbevaring som forskningsfelter, ligesom hans arbejde været medvirkende til at transformere felterne bevaringsbiologi, økologi og evolution.
På baggrund af sin ph.d.-afhandling udgav Rahbek i 1995 artiklen "The elevational gradient of species richness: a uniform pattern?" i tidsskriftet Ecography, hvor han anfægtede den videnskabelige konsensus om højdegradienten - en makroøkologisk grundantagelse, som beskrev, at antallet af arter faldt med højden op langs en bjergside. Artiklen ændrede synet på højdegradienter og forandrede et hidtil antaget universalmønster, idet den viste, at højdegradienter for artsrigdom ofte er pukkelformede og ikke et monotont fald. Siden da har Rahbek gennem anvendelse og analyse af big data, herunder om arters udbredelse og genomer, arbejdet med at afdække mønstre og mekanismer, der bestemmer fordelingen af liv på Jorden. 
I kraft af sin rolle som forsker og professor i biodiversitet er Rahbek ofte blevet benyttet som ekspert i den offenlige debat om emner relateret til bl.a biodiversitet, natur, miljø og klima.  
Rahbek har udgivet over 350 videnskabelige artikler, hvoraf flere er bragt i de anerkendte tidsskrifter Science og Nature. Hans h-index er 100 (2023), og i 2021 blev han udnævnt som en af de mest citerede forskere på sit felt af Clarivate. Rahbek har modtaget EliteForsk-prisen , Villum Kann Rasmussens Årslegat til Teknisk og Naturvidenskabelig Forskning og Dansk Magisterforenings forskningspris . I 2020 Blev Rahbek hædret som modtager af Ridderkorset af Dannebrogordenen. 
I 2022 var Carsten Rahbek blandt de 10 højest lønnede forskere på Københavns Universitet.

## Uddannelse
Efter sin studentereksamen opnåede Carsten Rahbek en bachelorgrad (B.Sc) i biologi ved Københavns Universitet i 1988 efterfulgt af en kandidatgrad (Cand.scient.) i zoologi ved Københavns Universitet i 1992. 

## Karriere
Efter endt uddannelse i København påbegyndte Carsten Rahbek en ph.d.-afhandling i biogeografi ved Københavns Universitet samt Smithsonian Institution i USA, som han færdiggjorde i 1995. Efter hjemkomsten til Danmark blev Rahbek ansat som adjunkt på Zoologisk Museum under Københavns Universitet. I 1998 blev han forfremmet til lektor og blev samtidig kurator for museets fuglesamling. I 2005 blev han forfremmet til professor MSO samme sted, og i 2008 blev han udnævnt til professor på Biologisk Institut ved Københavns Universitet. Fra 2013-2019 var Rahbek ansat som professor ved Statens Naturhistoriske Museum, Københavns Universitet, og siden 2019 professor ved Globe Institute, Københavns Universitet.
Siden 2010 har Carsten Rahbek været leder af Danmarks Grundforskningsfonds Center for Makroøkologi, Evolution og Klima (eng. Center for Macroecology, Evolution and Climate (CMEC)) og siden 2020 leder af Villum Center for Global Mountain Biodiversity. Rahbek er samtidig adjungeret professor ved Syddansk Universitet, gæsteprofessor ved Imperial College London og har professorater ved hhv. Peking University og Chinese Academy of Sciences.

## Forskning
Carsten Rahbeks forskningskarriere begyndte, da han som kandidatstuderende udførte flere års feltarbejde i de tropiske områder i Andesbjergene i Ecuador. På det tidspunkt bestod den videnskabelige overbevisning af tre universelle økologiske regler: 1) at biodiversiteten øges med arealet, 2) at biodiversiteten øges fra polerne mod ækvator, og 3) at biodiversiteten falder med højden fra lavlandet til højlandet i bjergene. Men Rahbeks observation af den enorme artsrigdom i Andesbjergene sammenlignet med Amazonas' lavland modsagde det, forskerne havde troet i årtier. 
At udfordre den tredje af de tre grundlæggende regler for biodiversitet blev derfor fokus for Rahbeks doktorafhandling og en række efterfølgende artikler, han skrev om økologi. Den generelle accept af Rahbeks resultater var medvirkende til at bane vejen for hans akademiske karriere, og ændrede samtidig vores videnskabelige forståelse af de primære processer, der bestemmer fordelingen af liv på Jorden.

### Højdegradienten
Inden for økologien anerkendte man tre universelle mønstre for diversitet baseret på teori og empiriske eksempler: 1) At antallet af arter stiger med arealet (dvs. forholdet mellem arter og areal); 2) At artsdiversiteten topper i troperne og falder mod polerne (dvs. diversitetens breddegradient) og det monotone fald i artsdiversiteten med højden fra lavlandet mod højlandet, der afspejler breddegradienten (dvs. diversitetens højdegradient). Rahbeks artikel "The elevational gradient of species: a uniform pattern?" 1995 ændrede synet på højdegradienter og forandrede et hidtil antaget universalmønster, idet den viste, at højdegradienter for artsrigdom ofte er pukkelformede og ikke et monotont fald. Artiklen var også en af de første inden for studiet af geografiske mønstre i storskala, som tog højde for variationen i areal. Artiklen var den første fra Rahbeks ph.d.-afhandling om emnet, som siden blev efterfulgt af flere artikler om samme emne i tidsskrifterne Ecology Letters, PNAS, Science og Nature.

### Betydningen af rumlig skala
Mens skala har været anerkendt som en vigtig faktor i økologien i årtier, blev den stort set ignoreret i makroøkologiens tidlige dage, hvor statistiske resultater fra analyser af store datasæt, der dækker et større geografisk område. Rahbeks artikel "The role of spatial scale and the perception of large-scale species-richness patterns" i Ecology Letters fra 2005 om skala og opfattelse af mønstre opsummerer meget af hans og kollegernes arbejde med dette emne og ændrede feltet med hensyn til at anerkende, at processer, der bestemmer den globale variation i artsfordelinger, artssammensætning, artsrigdom og frekvensfordelinger af områdestørrelser, er stærkt skalaafhængige.

### Opdatering af Wallaces kort
Tidligere var forskning i økologi særligt fokuseret på mindre studier af populationer og samfundsøkologi og typisk adskilt fra biogeografisk og evolutionær forskning, hvor biodiversitetsmønstre typisk blev forstået i lyset af nutidens klima. Men ved hjælp af artsfordelinger og molekylær fylogeni for tusindvis af arter, kombineret med numeriske modeller af økologiske data, blev nye tilgange til at analysere data udviklet og testet at udlede processer. Med disse tilgange var det muligt at kombinere økologiske og evolutionære processer i samme analytiske ramme. Rahbek og hans datadrevne forskning har været medvirkende til at etablere feltet makroøkologi, som artiklen "An update of Wallace's zoogeographic regions of the world" fra 2013 er et eksempel på. Titlen henviser til videnskabsmanden Alfred Russel Wallace, der i 1876 udarbejdede et kort over verdens zoogeografiske regioner. Artiklen, der blev udgivet i det anerkendte tidsskrift Science, ligger inden for samme forskningslinje og bruger fordelings- og fylogenetiske data om >23.000 arter af alle fugle, pattedyr og padder i verden til at forstå økologiske og evolutionære processer i samme analytiske ramme, og tester og opdaterer Wallaces ikoniske kort over det biogeografiske område. I dag har det opdaterede kort udgjort rammen for hundredevis af artiklers analyser ved at tage højde for den evolutionære historie og historiske tilfældigheder samt forskelle mellem zoogeografiske regioner i verden.

### Humboldts gåde
Hvad der bestemmer fordelingen af liv på Jorden, dvs. de geografiske storskalamønstre for arternes udbredelse og rigdom, har været den røde tråd i Rahbeks forskning, hvor artiklen "Humboldt's enigma: What causes global patterns of mountain biodiversity?" på forsiden af Science i 2019 hylder arven fra von Humboldt, og giver et resumé af de sidste 20 års forskning på området, men fokuserer primært på, hvad vi ved, vi ikke ved, og hvordan vi kommer videre herfra. Med nye analyser viser artiklen, at ingen af de nuværende teorier om diversitet kan forklare fordelingen af liv på Jorden. Den viser, at nutidens klima, selvom det er vigtigt, ikke kan forklare nutidens mønstre, da artsfordeling og diversitet ikke er i ligevægt med hverken klima eller ressourcer. Den viser desuden, at evolutionære processer sætter et synligt præg på det mønster, vi ser i dag, og den illustrerer, at bjergområder, samtidig med at de er de mest artsrige steder på Jorden, også er de områder, der ikke kan forklares med de nuværende teorier. Artiklen refererer til denne gåde som ”Humboldts gåde”, med reference til videnskabsmanden Alexander von Humboldt. Artiklen trækker tråde tilbage gennem Rahbeks forskning til hans ph.d.-afhandling i 1995 om højdegradienter.

### Geologiske og evolutionære processer
Artiklen "Building mountain biodiversity: Geological and evolutionary processes" i Science i 2019 er søsterartiklen til forrige artikel om Humboldts enigma. Artiklen undersøger de evolutionære processers og historiske tilfældigheders rolle i forståelsen af nutidige globale mønstre i forbindelse med nutidige økologiske og klimatiske processer. Den bygger også bro til geovidenskaben ved at forbinde biologiske mønstre med Jordens processer, primært geologiske processer forbundet med bjergdannelse, havløftning, vulkanisme og tektoniske pladebevægelser. Den præsenterer nye geologisk-biologiske globale mønstre, og giver et overblik over forklaringerne på disse og de mange roller, som bjerge kan have i udformningen af den globale fordeling af liv på Jorden. Ligesom forrige artikel var denne artikels fokus at sætte scenen for fremtidig forskning.

## Poster og medlemskaber
- 2022: Medlem, Det Nationale Bioøkonomipanel Arkiveret 21. august 2023 hos  Wayback Machine
- 2021: Rådsmedlem, Biodiversitetsrådet
- 2018: Næstforperson og bestyrelsesmedlem, WWF Verdensnaturfonden
- 2016: Formand for styregruppen, IPBES
- 2006: Medlem, Videnskabernes Selskab
- 2002: Medlem, International Ornithologists' Union

## Hæder og priser
- 2024: IBS Distinguished Fellow Award[21]
- 2021: Clarivate Highly Cited Researchers[7]
- 2020: Modtager af ridderkorset af Dannebrogordenen[12]
- 2019: Dansk Magisterforenings forskningspris inden for naturvidenskab[10][11]
- 2013: Villum Kann Rasmussens Årslegat til Teknisk og Naturvidenskabelig Forskning[9]
- 2010: EliteForsk-prisen[8]